# Kommissarie Winter (TV-serie)
Kommissarie Winter är en svensk TV-serie, baserad på Åke Edwardsons böcker om kommissarie Winter. Serien började att sändas i november 2001.
I den första säsongen, som började sändas år 2001, spelade Johan Gry rollen som Erik Winter; de avsnitt som visades denna säsong var Dans med en ängel, Rop från långt avstånd, Sol och skugga och Låt det aldrig ta slut.
Den 13 maj 2009 tillkännagav SVT att de skulle visa en helt ny säsong om Winter och hans kolleger där Magnus Krepper spelar Winter. De böcker som dramatiserats i den här omgången är Vänaste land, Rum nummer 10, Nästan död man och Den sista vintern.

## Säsong 1–2 (2001–2004)
Med start den 9 november 2001 började den första omgången sändas med två avsnitt för varje fall Winter och hans kollegor löste. De romaner som filmatiserades i den första säsongen var "Dans med en ängel", "Rop från långt avstånd", "Sol och skugga" och i den andra "Låt det aldrig ta slut", "Himlen är en plats på jorden" och "Segel av sten".

### I rollerna
- Johan Gry - Kommissarie Erik Winter
- Ulricha Johnson - Angela Winter
- Krister Henriksson - Kommissarie Bertil Ringmar
- Lennart Jähkel - Fredrik Halders
- Maria Kuhlberg - Aneta Djanali
- Niklas Hjulström - Lars Bergerheim
- Pierre Lindstedt - Möllerström
- Iwar Wiklander - Birgersson
- Therese Mårtensson - Elsa Winter[1]

### Avsnitten

#### Dans med en ängel
En ung man hittas död på ett hotell i London, och snart därefter hittas en man dödad på samma sätt, i Göteborg. Av utseendet av döma har någon dansat en bisarr dans med mordoffren då det är enorma blodstänk på väggarna och det blir en svår och plågsam utredning för Winter och hans kolleger.
- Liam Cunningham – MacDonald
- Nick Stringer – Alderton
- Robbie Gee – Frankie
- Örjan Landström – Bartram
- Angela Kovacs – Hanne Östergaard
- Daniel Taylor Lind – Jamie
- Måns Clausen – Christian
- Steve Kratz – Lasse Malmström
- Eva-Lena Ljung-Kjellberg – Karin Malmström
- Dan Bratt – Beckman
- Johanna Sällström – Angel
- Guje Palm – Christians mamma
- Sven Ahlström – Tjuven
- Magnus Roosmann – Mäklare

#### Rop från långt avstånd
Winter måste avsluta sin semester, då en ung kvinna hittas mördad på en strand, men Winter och hans kolleger kan inte fastställa hennes identitet. Det enda man vet är att hon har fött ett barn, och efterhand inser Winter och hans kolleger att de måste söka sig bakåt i tiden för att hitta lösningen till fallet.
- Mona Malm – Siv Winter
- Sten Ljunggren – Bengt Winter
- Jan Holmquist – Beier
- Liam Cunningham – MacDonald
- Christina Hagman – Helene
- Frida Bergesen – Helene, 6 år
- Mats Blomgren – Per Elfengren
- Gunilla Johansson – Erika Elfengren
- Peter Engman – Morelius
- Marika Lindström – Lareda Weitz
- Mats Holmberg – Bengt Martel
- Sasha Becker – Maria Östergaard

#### Sol och skugga
Winter befinner sig i Spanien där hans far ligger döende när ett dubbelmord sker bara ett stenkast från hans lägenhet i Göteborg. Mordet är synnerligen bestialiskt; mördaren har sågat av offrens huvuden och bytt plats på dessa. Winter ställs inför en svår gåta vars svar blir allt mer komplicerat ju närmare han kommer till den, och snart inser han att han är en del av mördarens lek.
- Mona Malm – Siv Winter
- Sten Ljunggren – Bengt Winter
- Jeanette Holmgren – Fröberg
- Örjan Landström – Bartram
- Peter Engman – Morelius
- Peter Melin – Christian Valker
- Charlotta Lundgren – Louise Valker
- Inga Ålenius – Louises mamma
- Evert Lindkvist – Fastighetsskötaren

#### Övriga
- 4 – 2004 – Kommissarie Winter. Låt det aldrig ta slut (2 avsnitt, första avsnittet sändes den 6 februari 2004)
- 5 – 2004 – Kommissarie Winter. Himlen är en plats på jorden (2 avsnitt, första avsnittet sändes den 20 februari 2004)
- 6 – 2004 – Kommissarie Winter. Segel av sten (2 avsnitt, första avsnittet sändes den 5 mars 2004)

De första tre böckerna och den sjätte regisserades av Björn Gunnarsson; de fjärde och femte av Eddie Thomas Petersen.

## Säsong 3
2009 lät SVT meddela att en ny säsong av kommissarie Winter skulle komma att sändas under våren 2010 med Magnus Krepper som Erik Winter. Det första avsnittet visades i mars och även under denna säsong visades ett fall i två avsnitt, "I vänaste land", "Rum nummer 10", "Nästan död man" och "Den sista vintern".

### I rollerna
- Magnus Krepper - Kommissarie Erik Winter
- Amanda Ooms - Angela Winter
- Peter Andersson - Kommissarie Bertil Ringmar
- Jens Hultén - Fredrik Halders
- Sharon Dyall - Aneta Djanali
- Victor Trägårdh - Lars Bergenheim
- Stig Engström - Öberg, kriminaltekniker
- Tilde Kamijo - Elsa Winter
- Dellie Kamijo - Lily Winter
- Anna Åström - Beatrice
- Ramtin Parvaneh - Hama Ali Mohammed (Marko)